# 尼科尼夫卡 (斯里布涅區)
50°43′27″N 32°55′7″E / 50.72417°N 32.91861°E
尼科尼夫卡（烏克蘭語：Никонівка），是烏克蘭北部的村莊，隸屬切爾尼希夫州的普里盧基區。該村始建於1600年，面積1.56平方公里，海拔高度154米，2009年人口150。